# Microporella echinata
Microporella echinata är en mossdjursart som beskrevs av Androsova 1958. Microporella echinata ingår i släktet Microporella och familjen Microporellidae. Inga underarter finns listade i Catalogue of Life.